# Luitpoldplatz (Bayreuth)

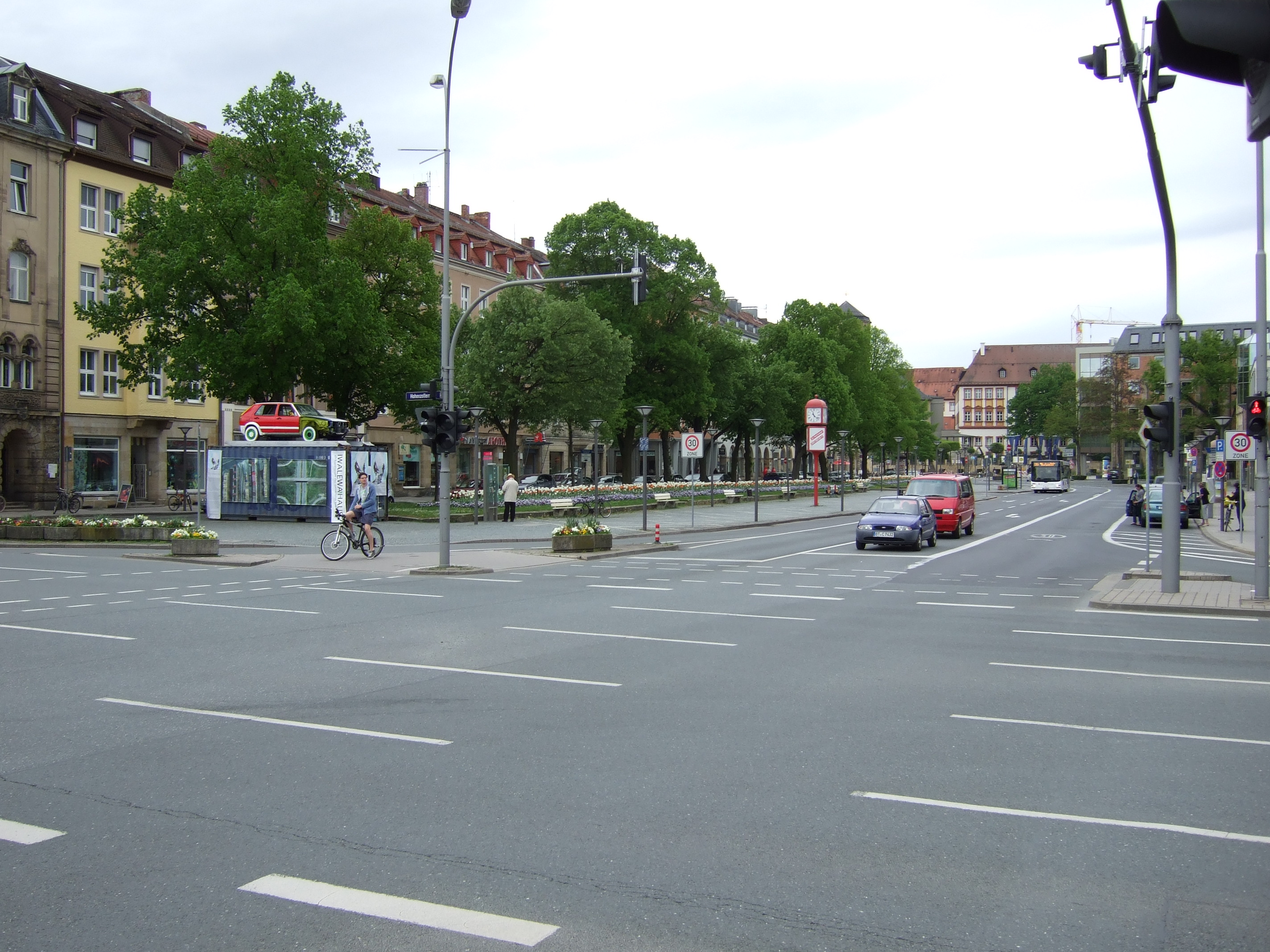
Blick über den Hohenzollernring nach Süden auf den Luitpoldplatz (2012)

Jägerstraße und Kleine Allee vor 1866

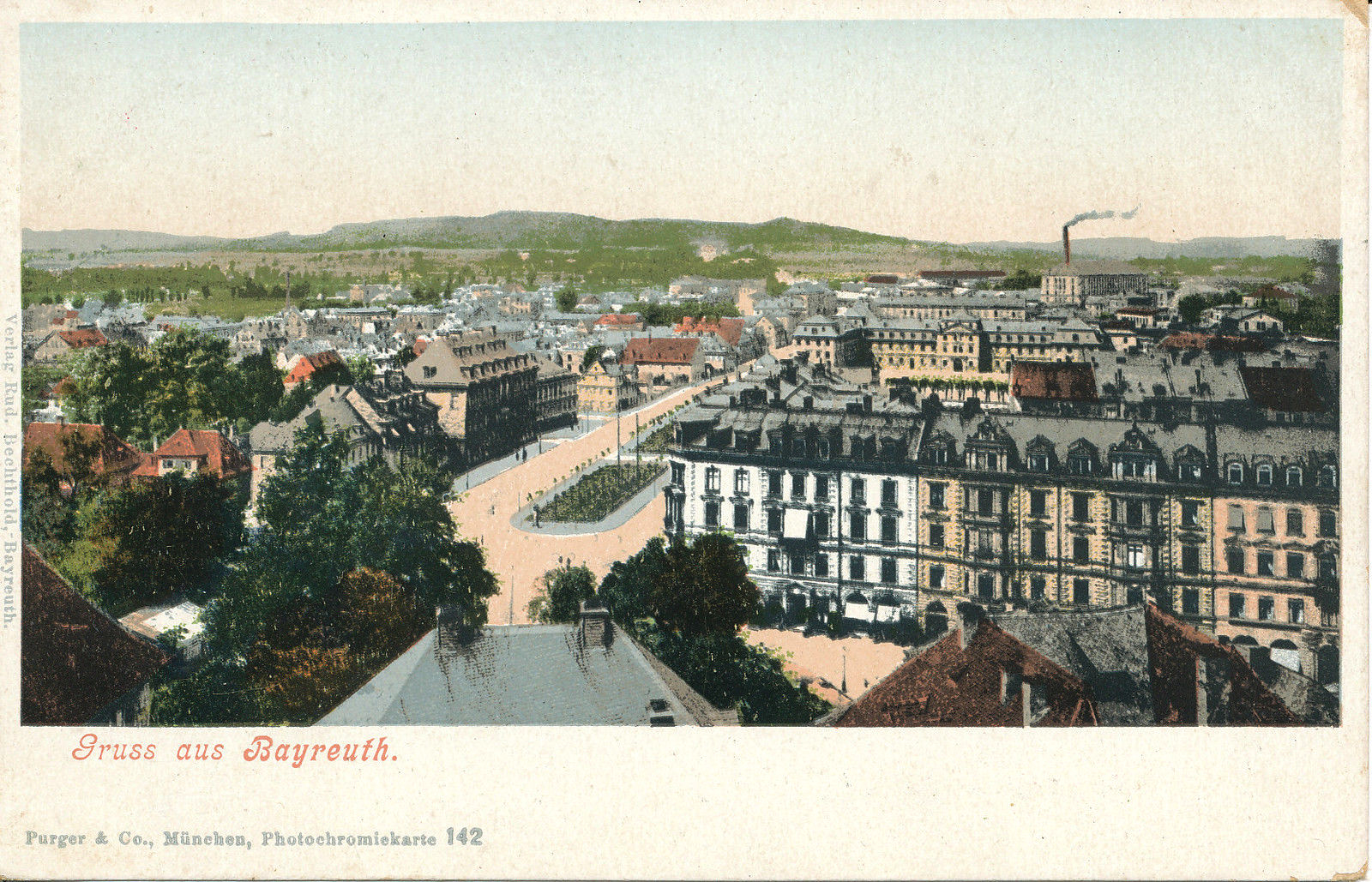
Luitpoldplatz vor 1900 – links die vormalige Jägerstraße, die Grünflächen entsprechen der vormaligen Kleinen Allee

Der Luitpoldplatz ist ein weitgehend rechteckiger, ca. 200 m langer und 45 m breiter Stadtplatz in Bayreuth.

## Name
Der Platz erhielt im Jahr 1889 seinen heutigen Namen. Benannt ist er nach Luitpold von Bayern (1821–1912), der das Königreich Bayern von 1886 bis zu seinem Tod als Prinzregent regierte.
Seit dem 15. Jahrhundert war die Bezeichnung an bzw. bei der ziegelhütten gebräuchlich. Die namengebende Ziegelhütte lag im Bereich des 1960 für den Neubau des Rathauses aufgelassenen Kolpingplatzes (bis 1947 Altbachplatz). Im Ersten Stadtbuch von 1444 ist die Pflasterung des „Neuen Wegs bey der zygelhutten“ erwähnt. Nach der Vollendung einer neuen Brücke (Brandenburgerbrücke) über den Roten Main ordnete Markgraf Friedrich III. am 11. Dezember 1752 an, den gesamten Straßenzug (einschließlich der heutigen Bahnhofstraße) als Jägerstraße zu benennen. Namengebend war das auf der anderen Seite des Flusses gelegene Jägerhaus, das als hochfürstliches Jägerei- und Zeughaus diente.
Der östliche Teil des Luitpoldplatzes parallel zur Jägerstraße trug bis 1889 den Namen Kleine Allee. Die von Friedrich III. geplante, mit drei Baumreihen repräsentativ gestaltete Allee ist 1787/88 auch als Kasernen-Allee belegt. Diesen Namen gab die 1739 fertiggestellte Mainkaserne jenseits des Roten Mains, die das Bombardement vom April 1945 nicht überstand. Bei der Umbenennung der unteren Jägerstraße in Luitpoldplatz wurde die Kleine Allee in diesen einbezogen.

## Geschichte und Beschreibung

Luitpoldplatz von Norden (vor 1905)

Im mittelalterlichen Bayreuth lag der „Neue Weg bey der zygelhutten“ außerhalb der Stadtbefestigung nördlich der Stadt. Er bildete den ersten Abschnitt der „Vogtländischen Straße“ nach Hof und war in dieser Funktion bis in die 1970er Jahre Teil der Bundesstraße 2. Mit dem Bau der benachbarten Planstadt Sankt Georgen und des dortigen Schlosses sowie der Anlage des Stadtteils Neuer Weg nahm seine lokale Bedeutung zu.

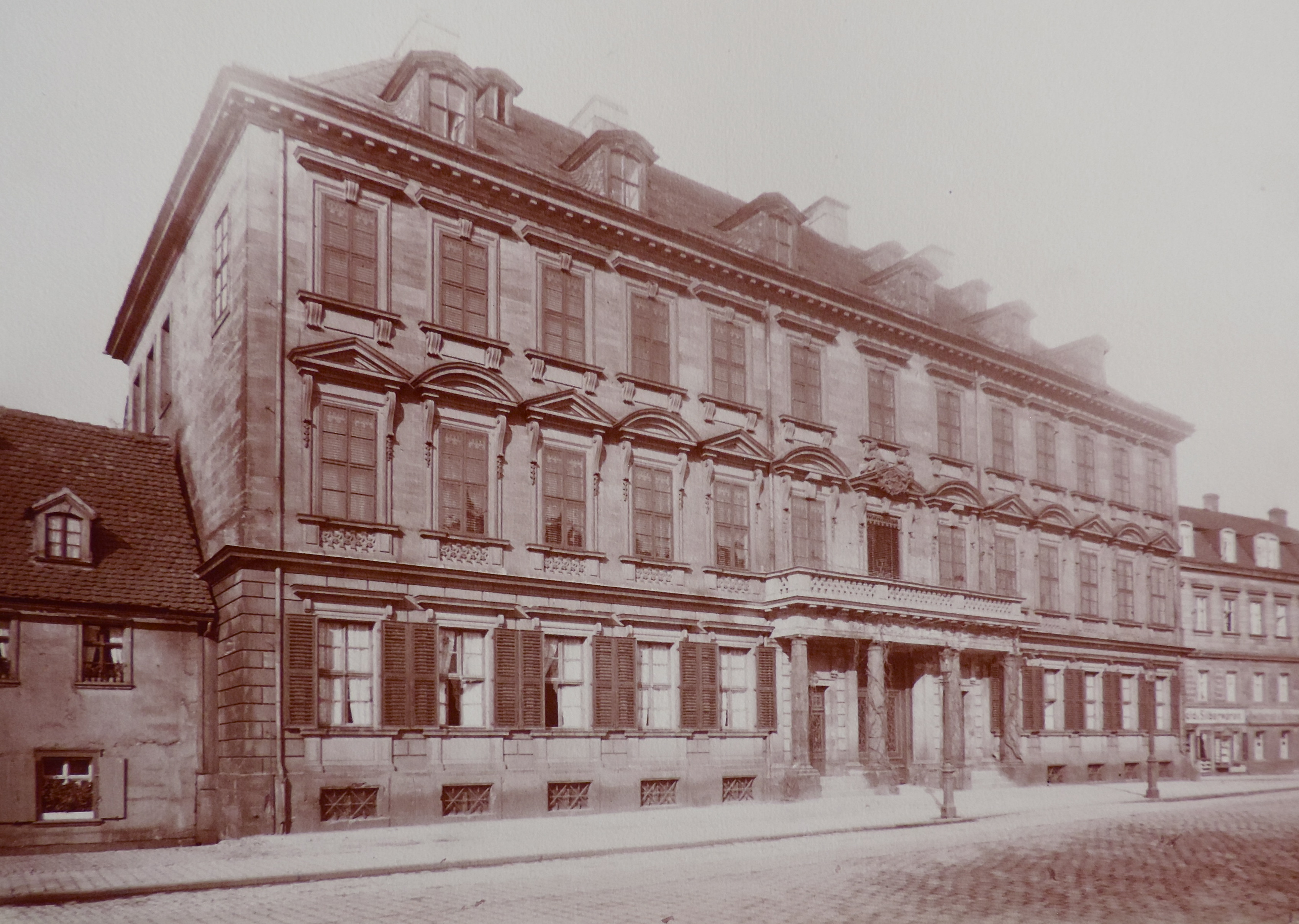
Reitzenstein-Palais um 1910, ab 1916 als Neues Rathaus genutzt

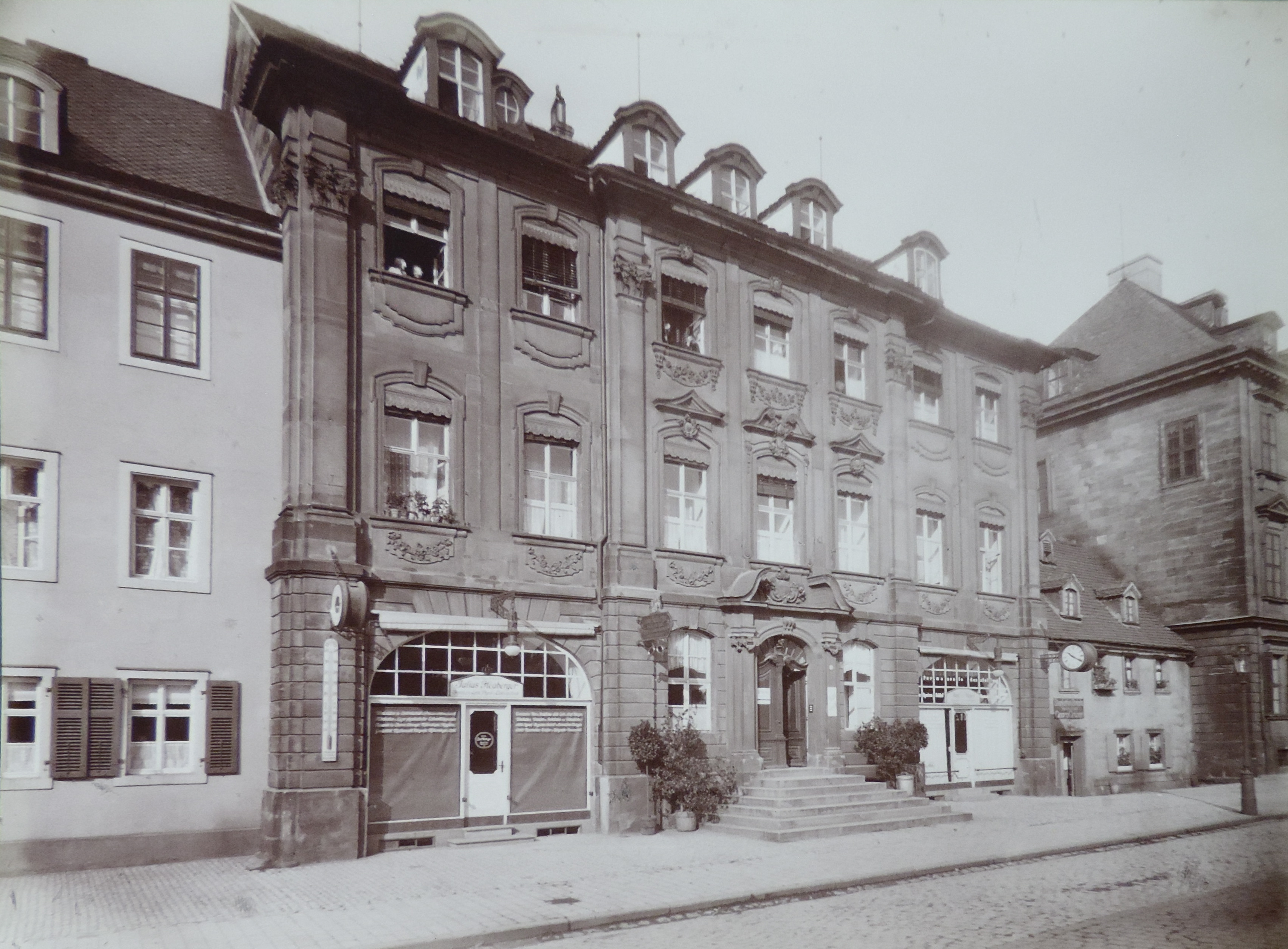
Layritz-Haus nach Umbau des Erdgeschosses (um 1910)

Herrenwiese um 1865, im Hintergrund das Gontard-Haus, das Palais d’Adhémar und das Alte Schloss

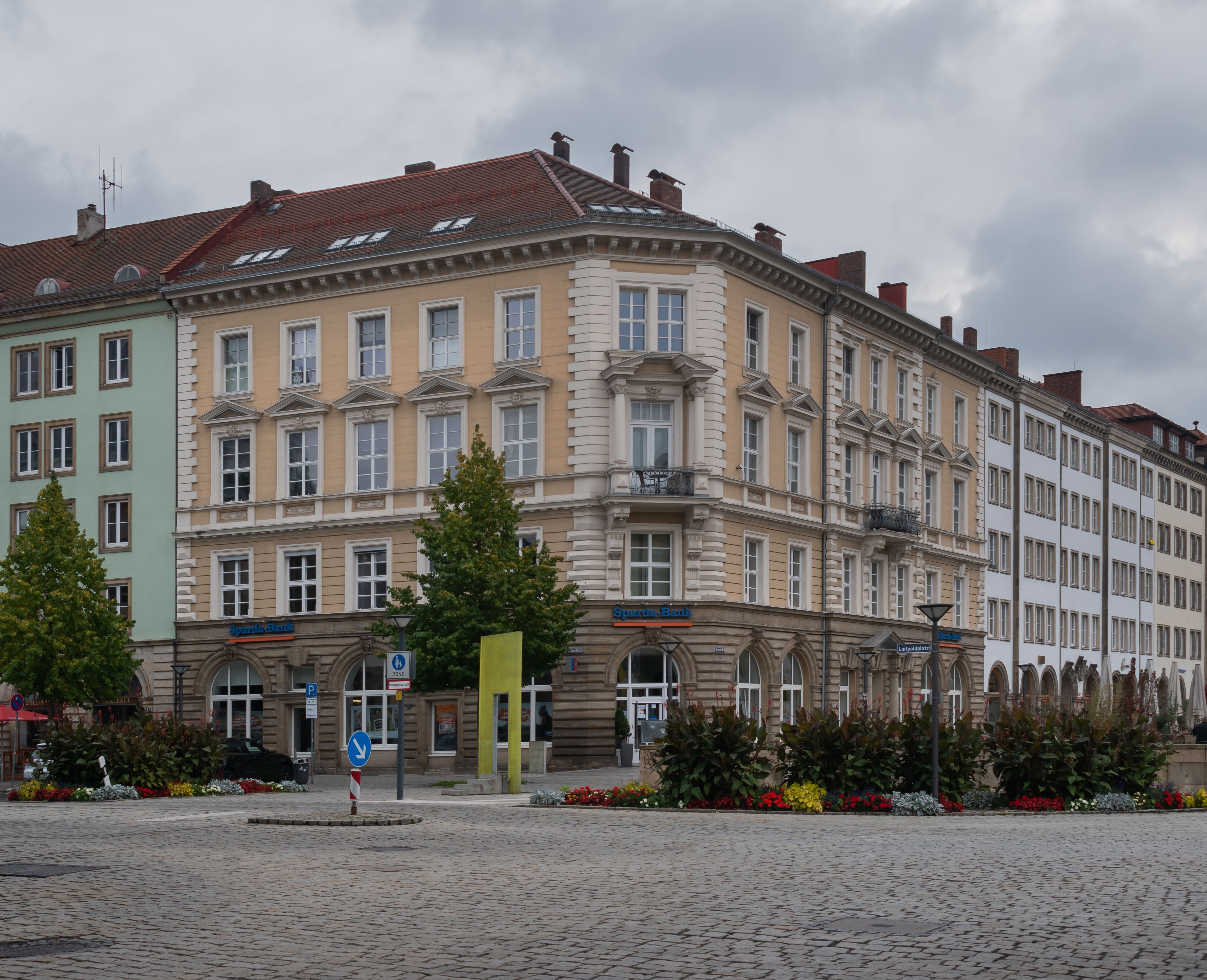
Luitpoldplatz 2, ehemals Wäschegeschäft Reinauer, davor die Skulptur „Lucy“

Bis ins 19. Jahrhundert hinein war das Gebiet nur teilweise bebaut, da es in einer hochwassergefährdeten Zone lag. Nach den schlichten Häusern am Altbachplatz entstand 1753/54 das Layritz-Haus (Luitpoldplatz 9), das zu den schönsten Barockgebäuden der Stadt zählte. 1908 baute der „Königlich-Bayerische-Hoflieferant und Diplomoptiker“ Ernst Heuberger dessen Erdgeschoss zu Geschäftsräumen um. Bis zu seiner teilweisen Zerstörung bei einem Luftangriff im Zweiten Weltkrieg wurde es daher auch Heuberger-Haus genannt. Die Reste der stehengebliebenen Sandsteinfassade wurden in den 1960er Jahren abgetragen.
Von ca. 1761 bis 1767 wurde nördlich davon im Auftrag des Husarenobersten Caspar Christoph Liebmann von Reitzenstein ein repräsentatives Gebäude errichtet. Das barocke Reitzenstein-Palais gilt als bedeutendstes Bauwerk des Architekten Carl von Gontard, der das Markgrafenpaar Friedrich III. und Wilhelmine 1754/55 auf dessen Italienreise begleitet hatte. Vorbild war der Palazzo Mancini in Rom aus dem Jahr 1662. Der vorher städtebaulich unbedeutende Raum zwischen dem Alten Schloss und der Mainkaserne bekam damit repräsentatives Gepräge und wurde allmählich zur „Flaniermeile“ von zunächst fürstlich-höfischer, später von bürgerlicher Selbstdarstellung. Alexander Friedrich Wilhelm von Württemberg, der seit 1839 das Schloss Fantaisie im nahen Donndorf bewohnte, erwarb 1851 das Reitzenstein-Palais als Wohnung für die Wintermonate. Nach seinem Tod im Jahr 1881 machte es dessen Witwe Emilie von Meyernberg zu ihrem ständigen Wohnsitz und veranstaltete dort aufwendige Rokoko-Feste. Ab 1916 diente das Gebäude als „Neues Rathaus“. Im April 1945 wurde es durch einen Bombentreffer beschädigt und anschließend bis auf das Erdgeschoss abgetragen. Zwei Jahrzehnte lang waren dort noch das Standesamt und das Fremdenverkehrsamt untergebracht, ehe es im Juli 1966 im Hinblick auf einen Rathausneubau endgültig abgerissen wurde. Noch 1949 hatten sich die Stadtväter dafür ausgesprochen, das Reitzenstein-Palais wiederaufzubauen.
Am stadtseitigen Ende münden am Fuß der 1999 neu gestalteten Schlossterrassen von Osten die Opernstraße und von Westen die Kanalstraße (vor 1889: Schwarze Allee) in den Luitpoldplatz ein. Dort verlief einst der offene Mühlkanal, den die Straße auf einer Brücke („Harmoniebrücke“) querte. Auf einem Aquarell aus dem Jahr 1823 ist diese als zweibogige Sandsteinbrücke zu erkennen; in dieser Form bestand sie bis 1879 und musste dann vorübergehend einer Eisenkonstruktion weichen. Im Jahr 1894 wurde der Mühlkanal in diesem Bereich gedeckelt und 1998 zur Opernstraße hin wieder freigelegt. Dieser Ort wird heute, aus Anlass der Städtepartnerschaft mit La Spezia, auch als La-Spezia-Platz bezeichnet. 2014 wurde dort die Skulptur „Lucy“ der Künstlerinnen Stefanie Roche und Sabine Haubitz installiert. Sie soll eine räumliche und gedankliche Verbindung zwischen dem Richard-Wagner-Festspielhaus und dem Markgräflichen Opernhaus schaffen.
Auf dem Grundstück Luitpoldplatz 1 errichteten die Nationalsozialisten im Bereich des ersten Barockgartens des Alten Schlosses das „Haus der Deutschen Stenografenschaft“, Architekt war Christian Ritter von Popp. Der dreigeschossige, schmucklose Sandsteinquaderbau ruhte auf 300 Pressbetonpfählen. 1939 organisierte der Leiter des Hauses Max Baier in seiner Funktion als „Reichsbundesführer“ dort die Deutschen Kurzschriftmeisterschaften, die die Deutsche Arbeitsfront (DAF) als „größten Stenografenwettbewerb der Erde“ feierte. Das später umgangssprachlich „Steno-Haus“ genannte Gebäude diente 1938 als provisorisches Hauptquartier des Sudetendeutschen Freikorps, nach dem Zweiten Weltkrieg dann als Sitz des Polizeiamts. In den 1970er Jahren beherbergte es vorübergehend die Verwaltung der neu geschaffenen Universität Bayreuth. 1996 musste es einem am 22. Oktober 1998 eröffneten Neubau des Energiekonzerns E.ON weichen, der heute als „Schlossgalerie“ bezeichnet wird.
Auf der gegenüberliegenden Seite der Kanalstraßenmündung errichteten die Nazis den monumentalen Bau des Hauses der Deutschen Erziehung (Luitpoldplatz 5), wobei der entsprechende Abschnitt des Mühlkanals überbaut wurde. Architekt dieses Gebäudes war Hans Reissinger, der auch andere Großprojekte in der Stadt entwarf. Der bedeutendste Raum war die sakral wirkende „Weihehalle“, auch als „Ehrenhalle für die Deutsche Mutter“ bezeichnet. Soldaten, Hitlerjungen und BDM-Mädchen marschierten in den letzten Jahren des „Dritten Reichs“ kolonnenweise in die Partei-Kathedrale am Luitpoldplatz. Die örtliche Tageszeitung schrieb bezüglich des Besuchs der dortigen Propagandaveranstaltungen der NSDAP von einer „gern geliebten Sonntagsgewohnheit für eine große Zahl von Volksgenossen“. In der Nachkriegszeit wurde das Gebäude von der 1914 in Bayreuth gegründeten Bayerischen Elektricitäts-Lieferungs-Gesellschaft AG (BELG) genutzt, die in einem ihrer Schaufenster Ende März 1956 erstmals in der Stadt Fernsehempfang präsentierte. In der Gegenwart ist das ehemalige Haus der Deutschen Erziehung ein Verwaltungsgebäude des E.ON-Konzerns.
Das Gelände östlich der Kleinen Allee war lange Zeit unbebaut. Als „Herrenwiese“ diente es u. a. als Festplatz und war im 19. Jahrhundert sogar als Standort für den Bahnhof im Gespräch. Anlässlich der Hochzeit der Prinzessin Elisabeth Friederike Sophie wurden im September 1748 für das einfache Volk dort Ochsen gebraten und verschiedene Weine ausgeschenkt, während die Herrschaften im Alten Schloss und im Opernhaus feierten. Erst Ende des 19. Jahrhunderts wurde begonnen, die Herrenwiese mit viergeschossigen Gebäuden im wilhelminischen Stil, die ein nahezu großstädtisches Flair vermittelten, zu bebauen. Nach dem Baumeister Carl Wölfel, der sie als Bauträger errichten ließ, wurden sie auch als Wölfelsbauten bezeichnet. Lediglich das Grundstück Luitpoldplatz 12 an der Ecke zur Alexanderstraße blieb zunächst leer; erst 1936 entstand dort das „Haus für Wirtschaft und Recht“, ein klotziger Bau der Nationalsozialisten.
Die beiden „Wölfelsblöcke“ beiderseits der Alexanderstraße wurden im April 1945 stark zerstört und nicht mehr in der ursprünglichen Form wiederaufgebaut. Mit den weitgehend originalen Fassaden existieren nur noch die Häuser  Luitpoldplatz 2, Alexanderstraße 1 und Luitpoldplatz 22 (Eckhaus am heutigen Hohenzollernring). Im 1888 fertiggestellten Haus Luitpoldplatz 2 hatte in den 1930er Jahren der jüdische Kaufmann Leopold Reinauer ein Wäschegeschäft; am 27. November 1941 wurde er mit Frau und Kindern über Nürnberg in das Arbeitslager Jungfernhof deportiert und am 30. November 1943 in Auschwitz ermordet.

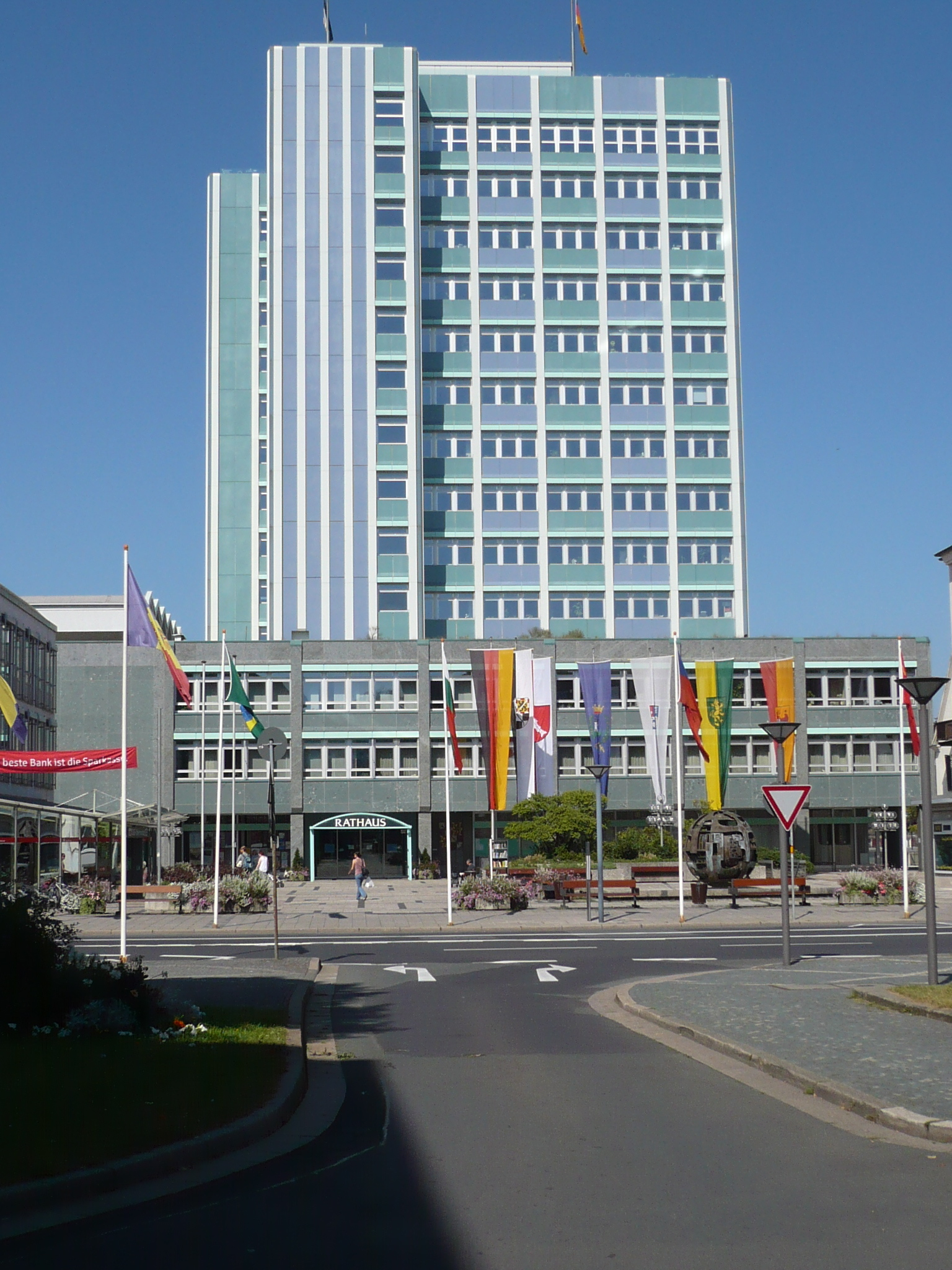
(Zweites) Neues Rathaus

Neue Kasernbrücke über den Roten Main, dahinter die Mainkaserne und das Jägerhaus (um 1900)

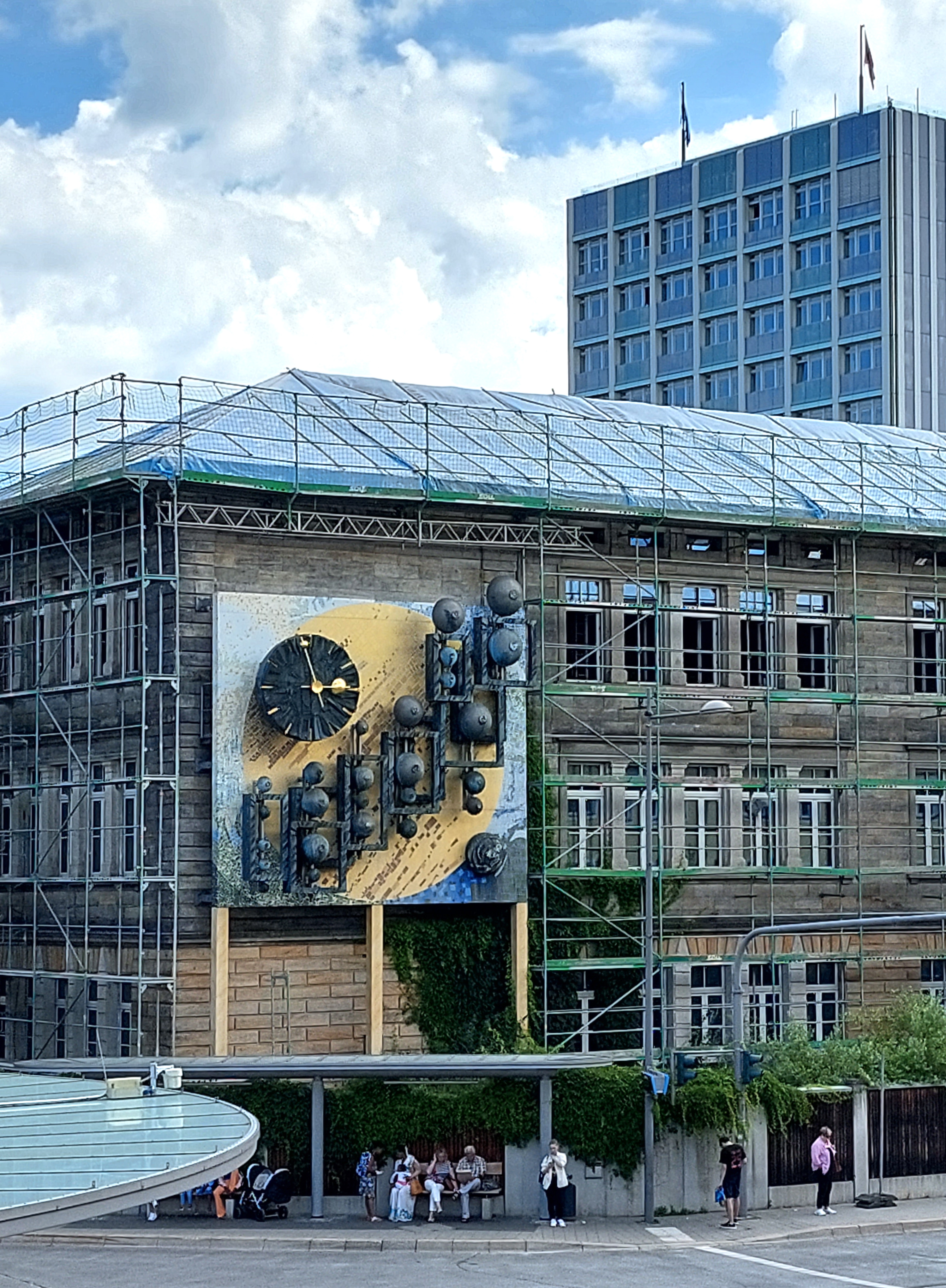
Das Glockenspiel steht heute ungenutzt am nahen Hohenzollernplatz

Die 1968 abgerissene Ludwigsbrücke über den Roten Main (um 1908)

An der Stelle des Layritz-Hauses wurde am 25. Oktober 1968 die neue Hauptgeschäftsstelle der Stadtsparkasse Bayreuth errichtet. Dieses Gebäude wurde im Herbst 2014 wieder abgebrochen, an seiner Stelle ging im Dezember 2016 das neue „Kundenhaus“ in Betrieb. Gegenüber der rechtwinkligen Einmündung der 1883 angelegten Alexanderstraße, wo bis 1968 die Ruine des Reitzenstein-Palais stand, befindet sich heute der Vorplatz des am 6. Mai 1972 eingeweihten (zweiten) Neuen Rathauses.
Markantestes Gebäude am Luitpoldplatz ist das (zweite) Neue Rathaus, ein nach hinten versetzter Hochhausbau, den Oberbürgermeister Hans Walter Wild als neues „Wahrzeichen der Stadt“ bezeichnete. Um die gewünschte Höhe von 51 Metern als höchstes Haus der Stadt zu erreichen, erhielt es ein überflüssiges Zwischengeschoss. An der straßenseitigen Fassade war auf knapp halber Höhe ein künstlerisch gestaltetes Glockenspiel äußerlich angebracht, das in der Vorweihnachtszeit 1971 erstmals gespielt wurde und ab März 1972 regelmäßig bei Trauungen im Standesamt („Brautmarsch“) sowie abends erklingen sollte. Im Zuge einer Fassadenrenovierung zwischen 1993 und 1997 wurde das Glockenspiel entfernt. Auf dem Vorplatz, der zwischen Juni 2021 und Mai 2023 für 2,144 Millionen Euro umgestaltet wurde, steht über einer Tiefgarage der sogenannte Kugelbrunnen. Dort wurden vier bepflanzte Beete angelegt, die die vier wichtigsten Großlandschaften um Bayreuth mit ihren typischen Gesteinen repräsentieren: Dolomit für den Fränkischen Jura, Sandstein für das Obermainische Hügelland um Bayreuth, Granit für das Fichtelgebirge und Diabas für die Fränkische Linie um Bad Berneck.
Im Zusammenhang mit dem Rathausneubau verschwand nicht nur der Kolpingplatz, dessen Fläche heute als Parkplatz dient. Kaum zu rechtfertigen war der nicht notwendige Abriss des Layritzschen Gartenhauses, das seit 1911 der Dirigent Hans Richter, der es „zur Tabulatur“ nannte, bewohnt hatte. Der eingeschossige Sandsteinquaderbau mit Doppelwalmdach und Zwerchhaus aus dem Jahr 1743 hatte allenfalls einem – nicht ausgeführten – zweiten Bauabschnitt des Rathausneubaus im Weg gestanden.
Auch die Häuserzeile zwischen dem Reitzenstein-Palais und dem Roten Main überstand den Zweiten Weltkrieg nicht. Auffällig war das Haus Nr. 23, ein Sandsteingebäude mit traufständigem Satteldach und zwei Zwerchhäusern. Darin hatte der Installationsbetrieb des Ingenieurs Hans Bechert seinen Sitz, der dort auch einen Laden für Küchengeräte und eine Zapfstelle für Benzin betrieb. Mitte Februar 1924 nahm er als erster Bayreuther ein Rundfunkgerät in Betrieb. Nach dem Kriegsende wurde das Geschäft zunächst in einer Verkaufsbaracke weitergeführt, ehe an der Stelle 1950 ein neues, viergeschossiges Wohn- und Geschäftshaus bezogen werden konnte. Nach rund 60 Jahren musste das Bechert-Haus bereits einem Neubau der Volksbank-Raiffeisenbank Bayreuth weichen.
Nördliches Ende des Platzes war ursprünglich das Bett des Roten Mains. Ihn querte zunächst nur ein hölzerner Steg, den nur Fußgänger benutzen konnten. Pferde und Wagen mussten den Fluss durch eine Furt passieren. 1752 wurde der Steg durch eine steinerne Brücke ersetzt. Die Öffnungen der fünfbogigen Brandenburgerbrücke, auch „Neue Kasernbrücke“ genannt, deren mittlerer Pfeiler auf einer von drei kleinen Inseln ruhte, erwiesen sich allerdings als zu klein. Bei Hochwasser bildeten die Fluten einen gefährlichen Rückstau. Auch stellte sich die Fahrbahnbreite als zu gering heraus: Jenseits des Roten Mains lagen seit 1739 die Mainkaserne und der 1853 eröffnete Bahnhof, in der Festspielzeit herrschte zudem reger Verkehr zum Richard-Wagner-Festspielhaus auf dem Grünen Hügel. In den Jahren 1904/05 wurde sie durch einen repräsentativen Neubau nach Plänen von Adam Stuhlfauth ersetzt. Doch auch die dreibogige Ludwigsbrücke mit höherem Wasserdurchlass konnte die Hochwasserkatastrophe des Jahres 1909 nicht abwenden, weshalb das Flussbett 1916 „reguliert“ wurde.
Spätestens mit dem Bau der „Wölfelsblöcke“ erfolgte eine Umgestaltung des Luitpoldplatzes. Aus der Kleinen Allee wurde eine mit vier Baumreihen bepflanzte Grünfläche, die von der Alexanderstraße durchschnitten wird. Östlich der Kleinen Allee wurde vor den neuen Häusern, zunächst mit gleicher Breite wie ihr westliches Pendant, eine zweite Straße angelegt. Ein weiterer Umbau erfolgte Mitte der 1930er Jahre, als die NS-Machthaber die drei westlichen Baumreihen entfernten und so einen breiten Aufmarschplatz für Kundgebungen schufen. Dort wurde von 1951 bis 1958 der Christkindlesmarkt abgehalten; 1959 wurde er auf den breiten Gehsteig vor dem Steno-Haus verlegt, ehe er 1985 seinen jetzigen Standort auf dem Marktplatz erhielt.
Eine einschneidende Veränderung erfuhr der Luitpoldplatz an seinem nördlichen Ende. Die dort seit 1912 nach Osten abgehende Gustav-von-Meyer-Straße ging im mehrstreifigen Hohenzollernring auf und wurde damit Teil des Stadtkernrings. Nach Westen hin führt dieser weiter im Bereich der abgebrochenen Anwesen am aufgelassenen Kolpingplatz. Um eine „verkehrsgerechte“ Kreuzung der beiden Achsen zu schaffen, wurde die Ludwigsbrücke 1968 abgebrochen und der Rote Main in diesem Bereich gedeckelt. Dieser Ort erhielt den Namen Annecyplatz, dieser bezieht sich auf die 1966 geschlossene Partnerschaft mit der französischen Stadt Annecy.

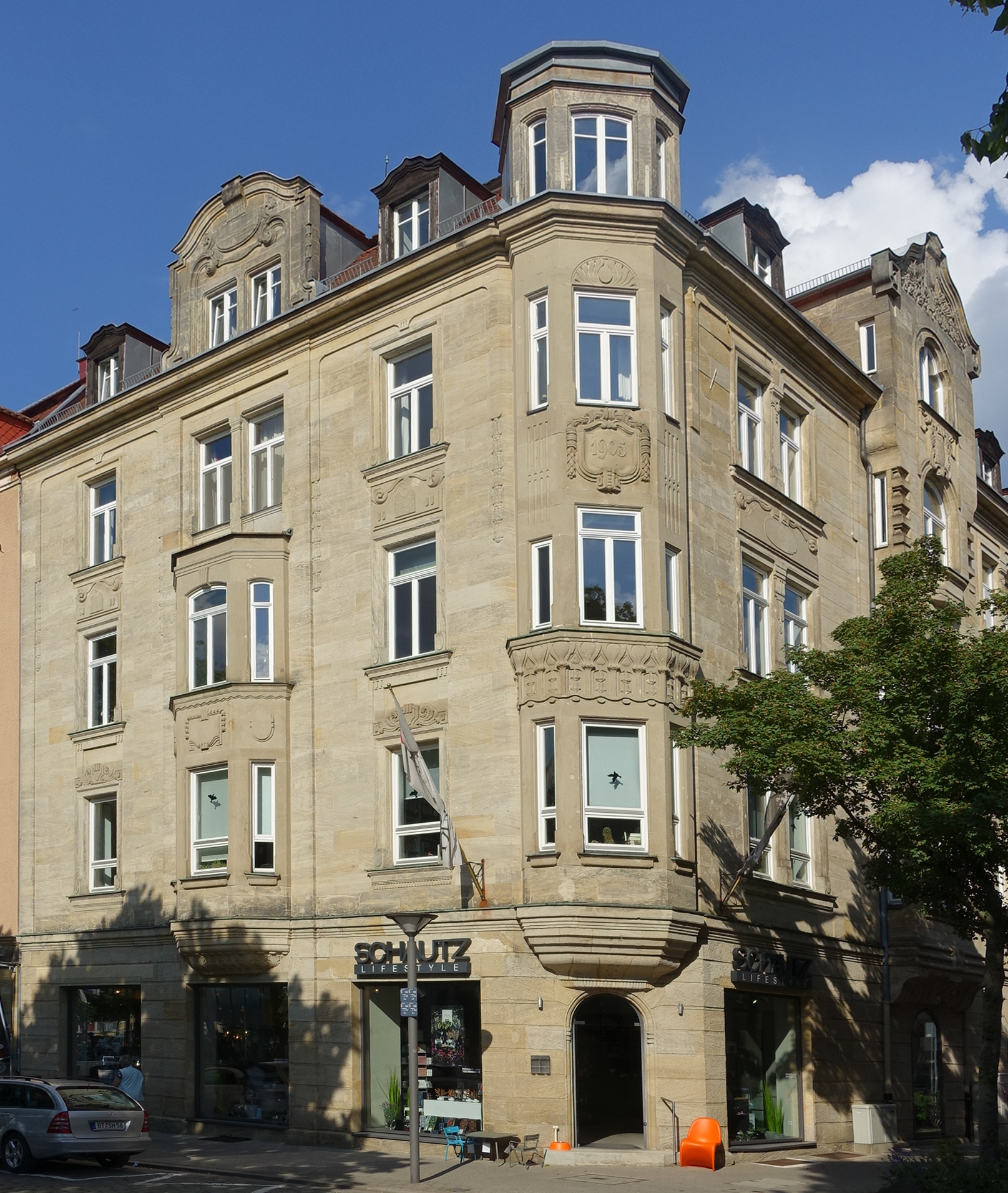
Alexanderstraße 1
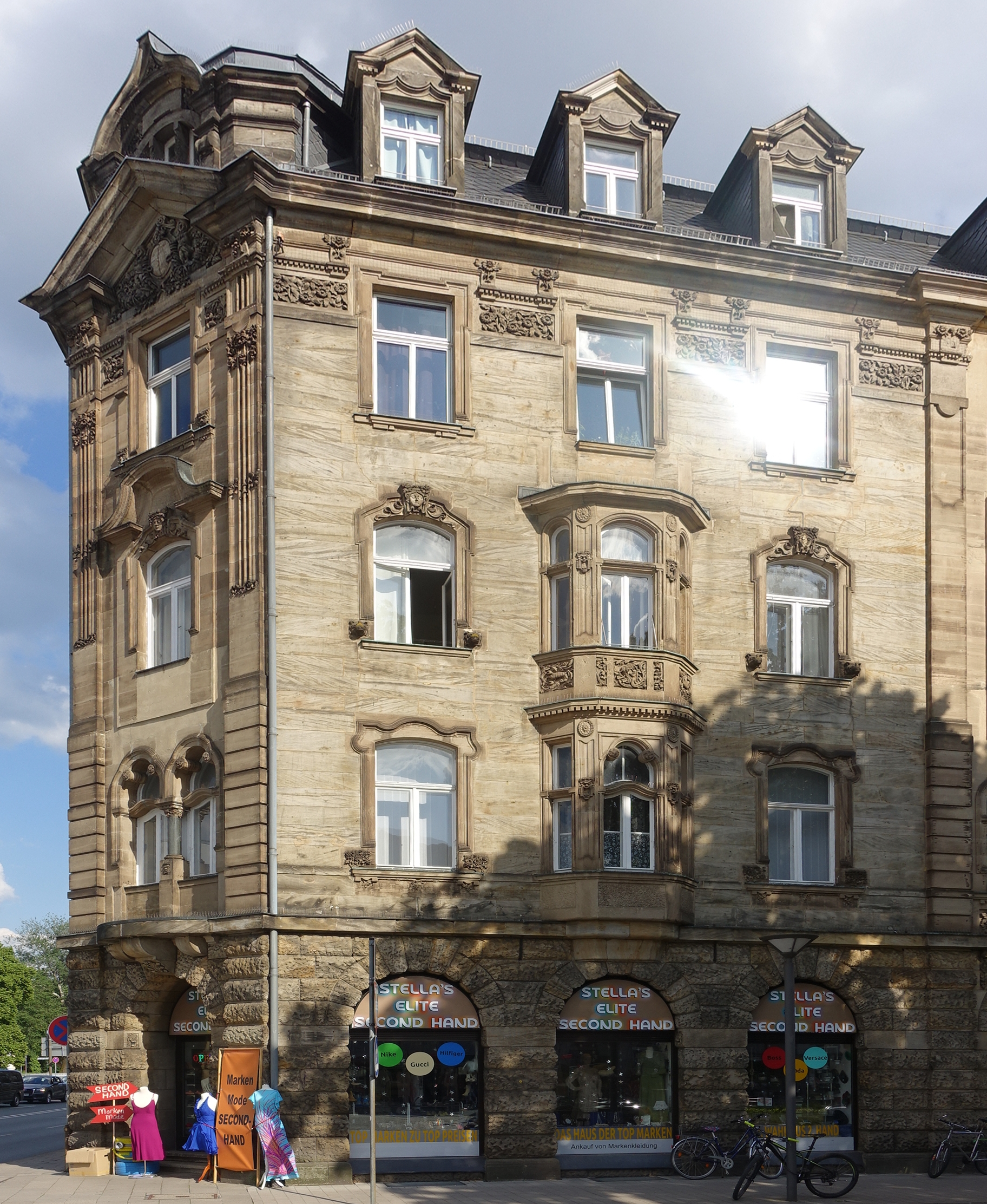
Luitpoldplatz 22
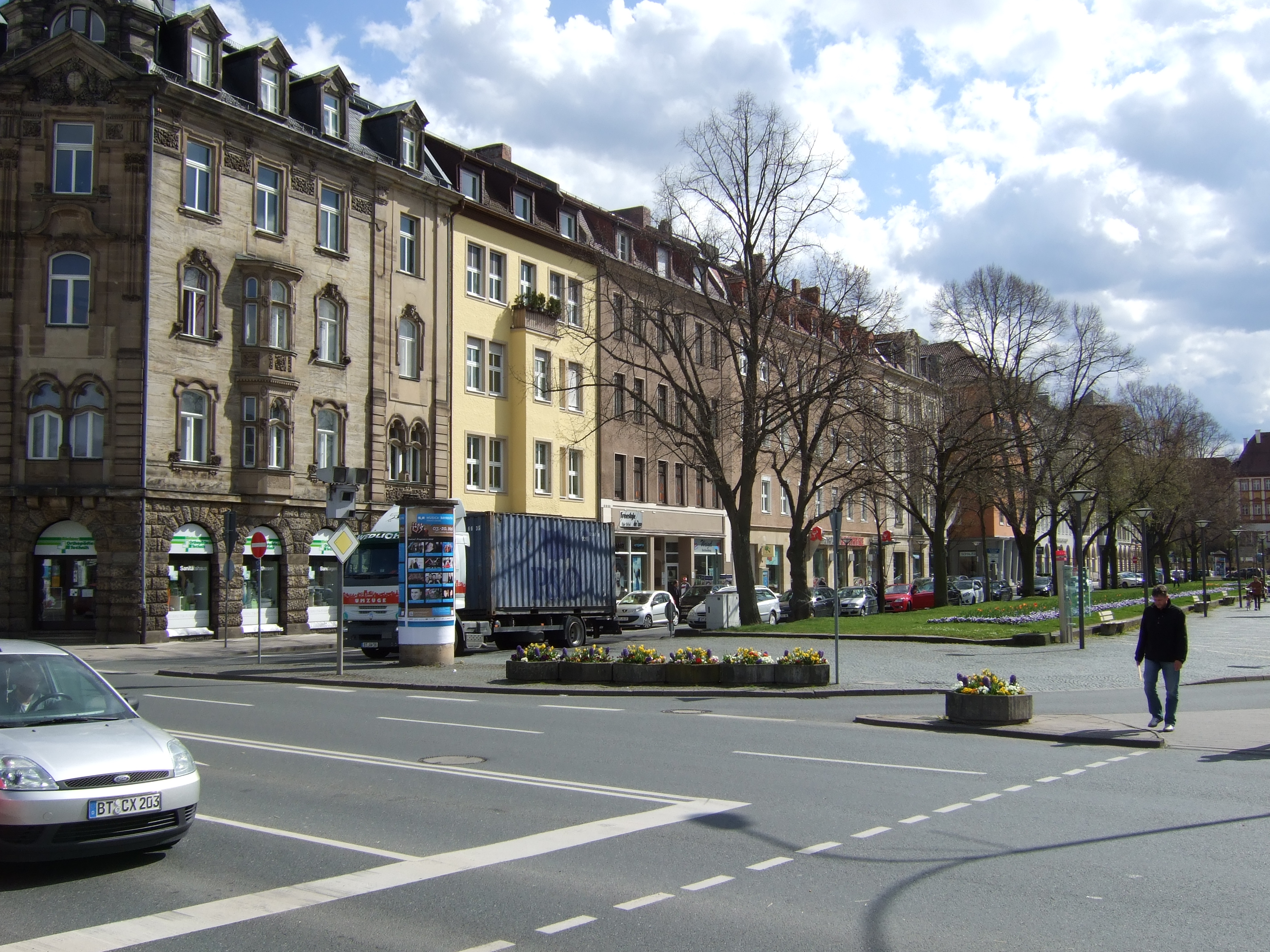
Häuserzeile an der Ostseite des Luitpoldplatzes (nördlicher „Wölfelsblock“)
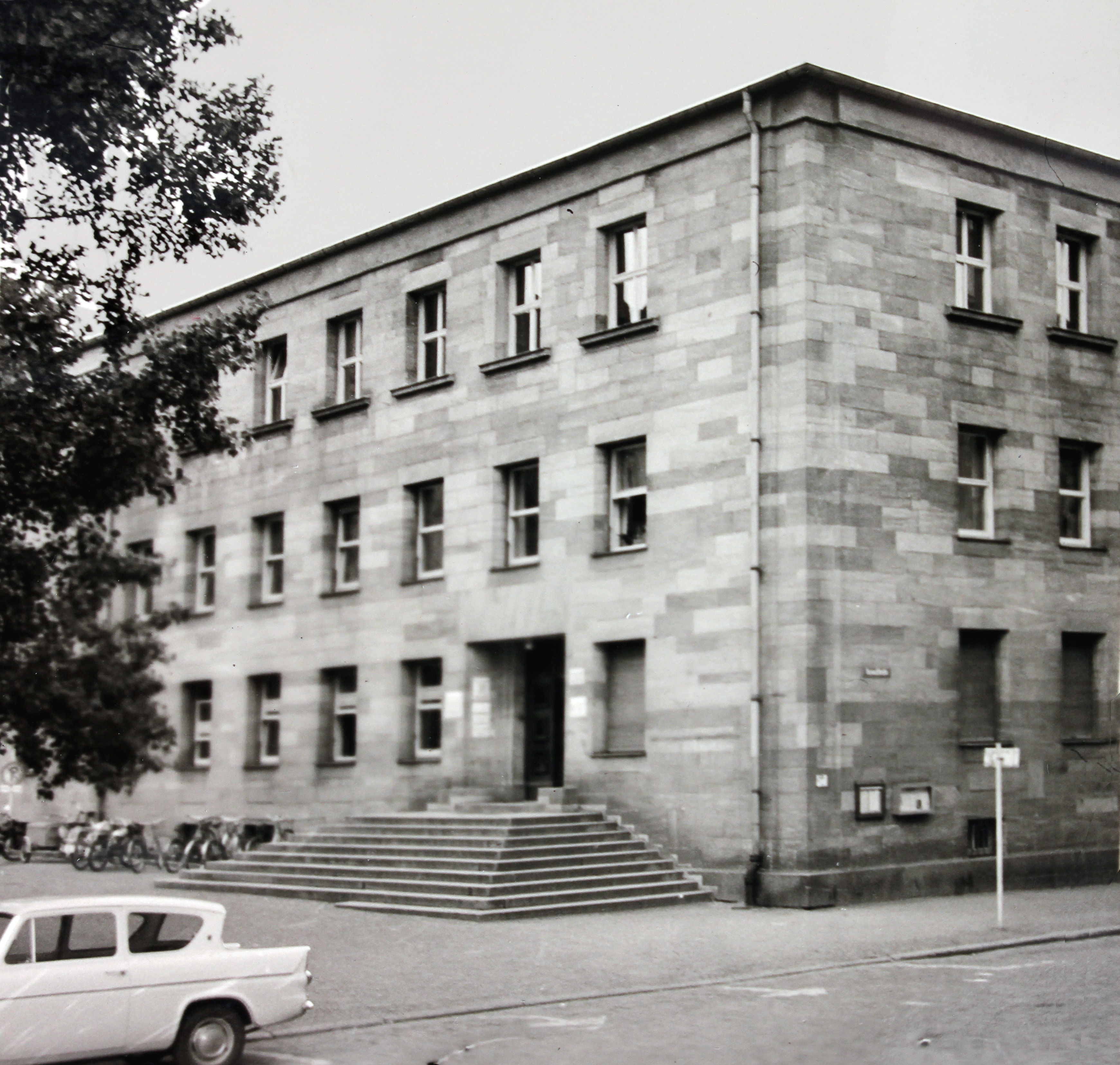
Ehemaliges „Haus der Deutschen Stenografenschaft“, Luitpoldplatz 1
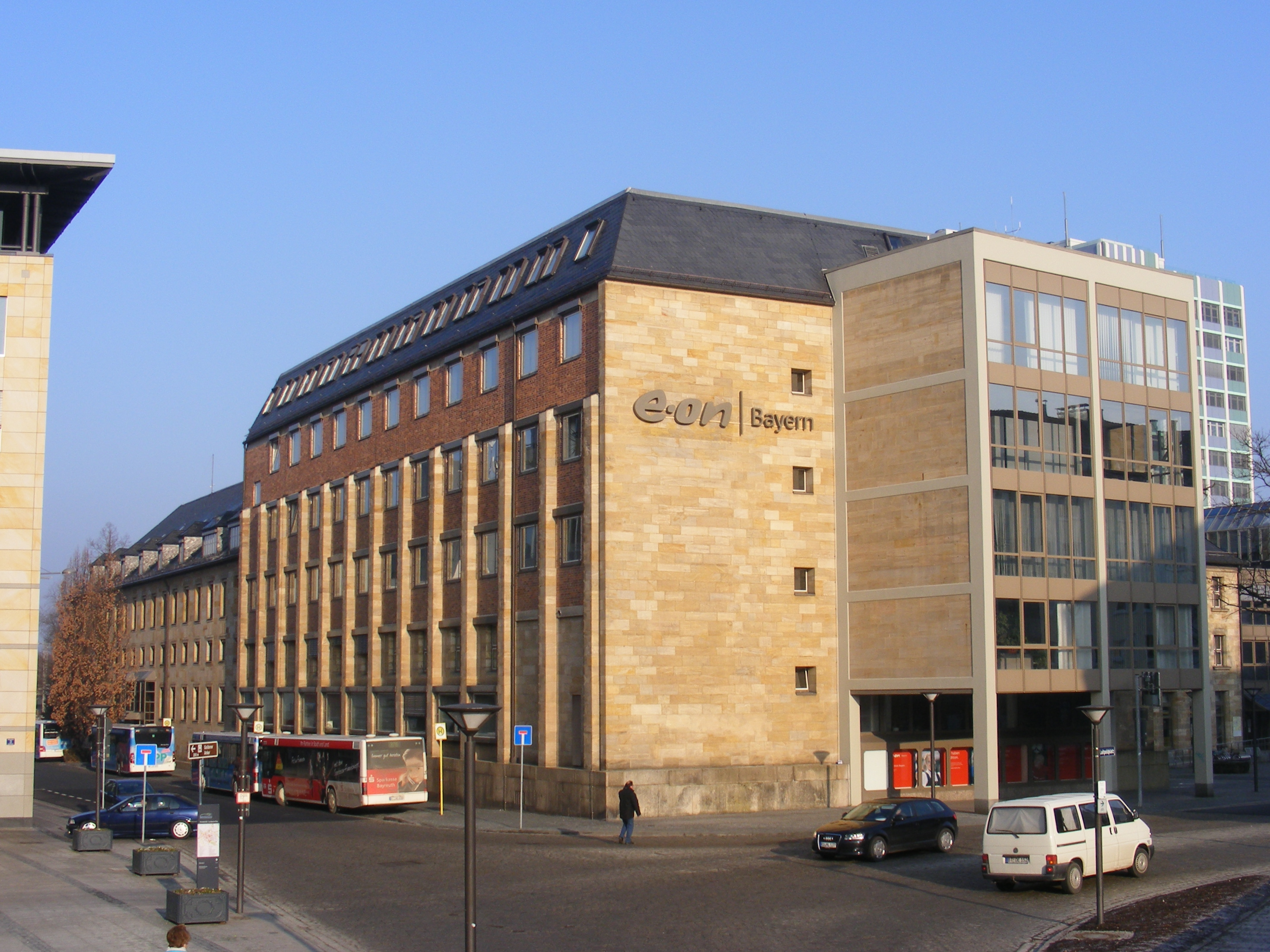
Ehemaliges „Haus der Deutschen Erziehung“
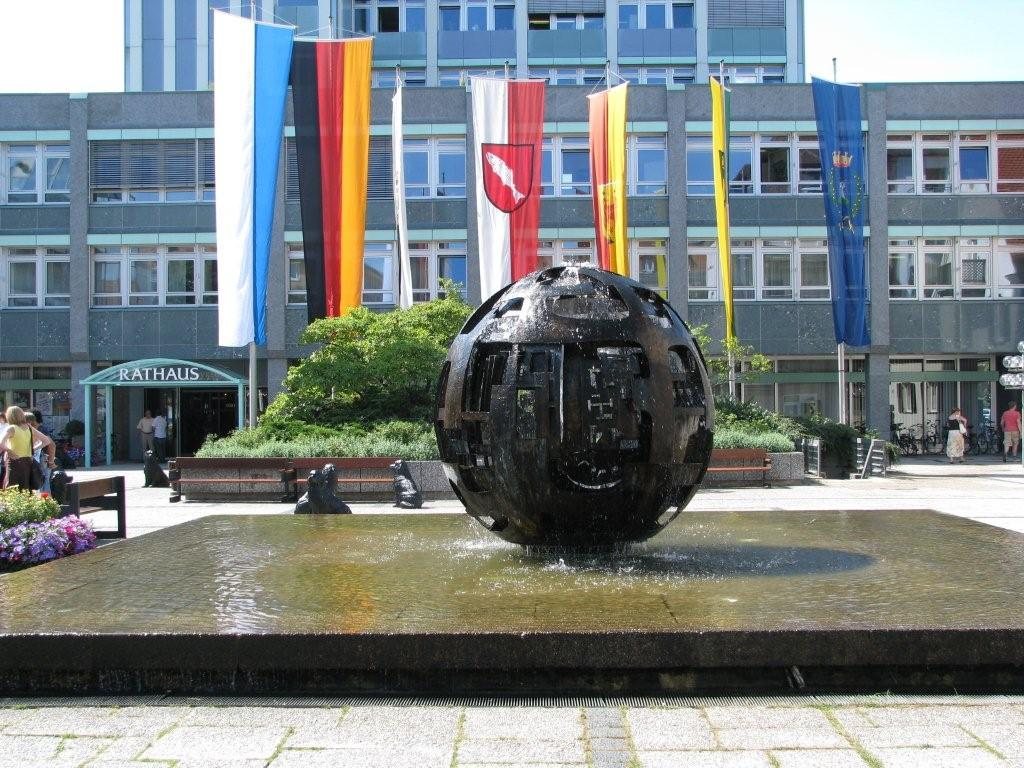
„Kugelbrunnen“ vor dem Rathaus (2008)

## Sonstiges
In der Zeit des Nationalsozialismus wurde am 22. Juli 1934 auf dem Luitpoldplatz in Höhe der Alexanderstraße das „Denkmal für die nationalsozialistische Bewegung“ geweiht. Der Bayreuther Architekt Hans Reissinger hatte ein 1,23 m hohes liegendes Hakenkreuz aus Granit entworfen, aus dessen Schnittpunkt eine geballte, Schlangen zerquetschende Faust hervorragte. Dieses wurde von der örtlichen Bevölkerung jedoch als Pissoir zweckentfremdet – und schließlich nach einem „Wink von oben“ wieder entfernt.
1960 beklagten sich Inhaber von Geschäften an der Ostseite des Luitpoldplatzes, ihre Ladenfronten würden durch die Schatten der 60 Jahre alten Linden „zu toten Zonen degradiert“. Daraufhin sprach sich der Bauausschuss mehrheitlich für deren Abholzung aus, was die Öffentlichkeit jedoch empörte. Der Oberbürgermeister Hans Walter Wild war schließlich zu einem Kompromiss bereit und ließ nur jeden zweiten Baum entfernen.
Am 7. September 1974 wurde auf dem Luitpoldplatz und in der angrenzenden unteren Opernstraße die siebte Austragung der Eurovisions-Spielshow Spiel ohne Grenzen mit sieben Wettbewerbern veranstaltet. Hinter der italienischen Stadt Marostica kam Bayreuth mit 38 Punkten auf den 2. Platz und verpasste damit den Einzug in die Endrunde im niederländischen Leiden. Die Kulissen um das Thema „Verspielte Opernwelt“ schuf der Dekorateur Willi Steinberg, die Kosten für die Bauten und Figuren – so ein 25 Meter langes Schiff, edle Rosse, mächtige Walküren mit Schwertern, die Schuhe von Hans Sachs, ein Drache und ein Schwan – beliefen sich auf 500.000 DM. Moderiert wurde die Veranstaltung vom Eisschnellläufer Erhard Keller und (Keller: „Hier in Bayreuth moderiert erstmals eine Frau eine Fernsehshow“) der Fernsehmoderatorin Marie-Louise Steinbauer. Das Postamt in der Bürgerreuther Straße richtete einen Sonderstempel „Spiel ohne Grenzen“ und einen Sonderschalter ein.
Anfang der 1990er Jahre beschloss der Stadtrat, die Zentrale Omnibushaltestelle (ZOH) vom Markt auf den Luitpoldplatz zu verlegen. Dieses Vorhaben wurde indes nicht umgesetzt, die neue ZOH stattdessen 2007 am nahen – extra hierfür geschaffenen – Hohenzollernplatz in Betrieb genommen.
Im Winter 2022 war auf dem La-Spezia-Platz vorübergehend die Eislaufbahn Bayreuth on Ice installiert. Schlittschuhgelaufen wurde indes nicht auf einer Eisfläche, sondern auf speziellen Kunststoffplatten.